# Deutsche Gesellschaft für Wiederaufarbeitung von Kernbrennstoffen
Die Deutsche Gesellschaft für Wiederaufarbeitung von Kernbrennstoffen (DWK) mit Sitz in Hannover wurde 1977 gegründet, um die bisher noch ungelösten Fragen der Entsorgung der deutschen Atomindustrie gebündelt zu bearbeiten.

## Geschichte
Die DWK ging aus der 1975 gegründeten „Projektgesellschaft Wiederaufarbeitung von Kernbrennstoffen“ (PWK) hervor, deren Aufgabe bereits das Entsorgen von Atommüll war. Die DWK war ein Zusammenschluss von 12 Kernkraftbetreibern und Energieversorgungsunternehmen. VEBA und RWE waren die größten Anteilseigner der DWK.
Bereits 1964 wurde die „Gesellschaft zur Wiederaufarbeitung von Kernbrennstoffen (GWK)“ durch Unternehmen der chemischen Industrie gegründet, bevor auch diese 1979 nach deren Ausstieg aus dem Projekt Wiederaufarbeitung von Kernbrennstoffen von der DWK übernommen wurde.
1981 kontrollierte die DWK bereits eine Anzahl von Tochterunternehmen im Atomwirtschaftssektor der Bundesrepublik:
- Wiederaufarbeitungsanlage Karlsruhe Betriebsgesellschaft mbH (WAK)
- KEWA, Kernbrennstoff-Wiederaufarbeitungs-Technik GmbH
- Brennelementlager Gorleben GmbH (BLG)
- ARGE, Arbeitsgemeinschaft Brennelementlager Ahaus (GBR)
- GNS, Gesellschaft für Nuklear-Service mbH

Hinzu kam die Einflussnahme über die KEWA auf die United Reprocessors GmbH (URG), die deren Partnern DWK, British Nuclear Fuels Ltd. (BNFL) und Commissariat à l’Energie Atomique (CEA) zum gegenseitigen Wissensaustausch auf dem Gebiet der Atommüllentsorgung diente.

## Wiederaufarbeitungsanlage Wackersdorf

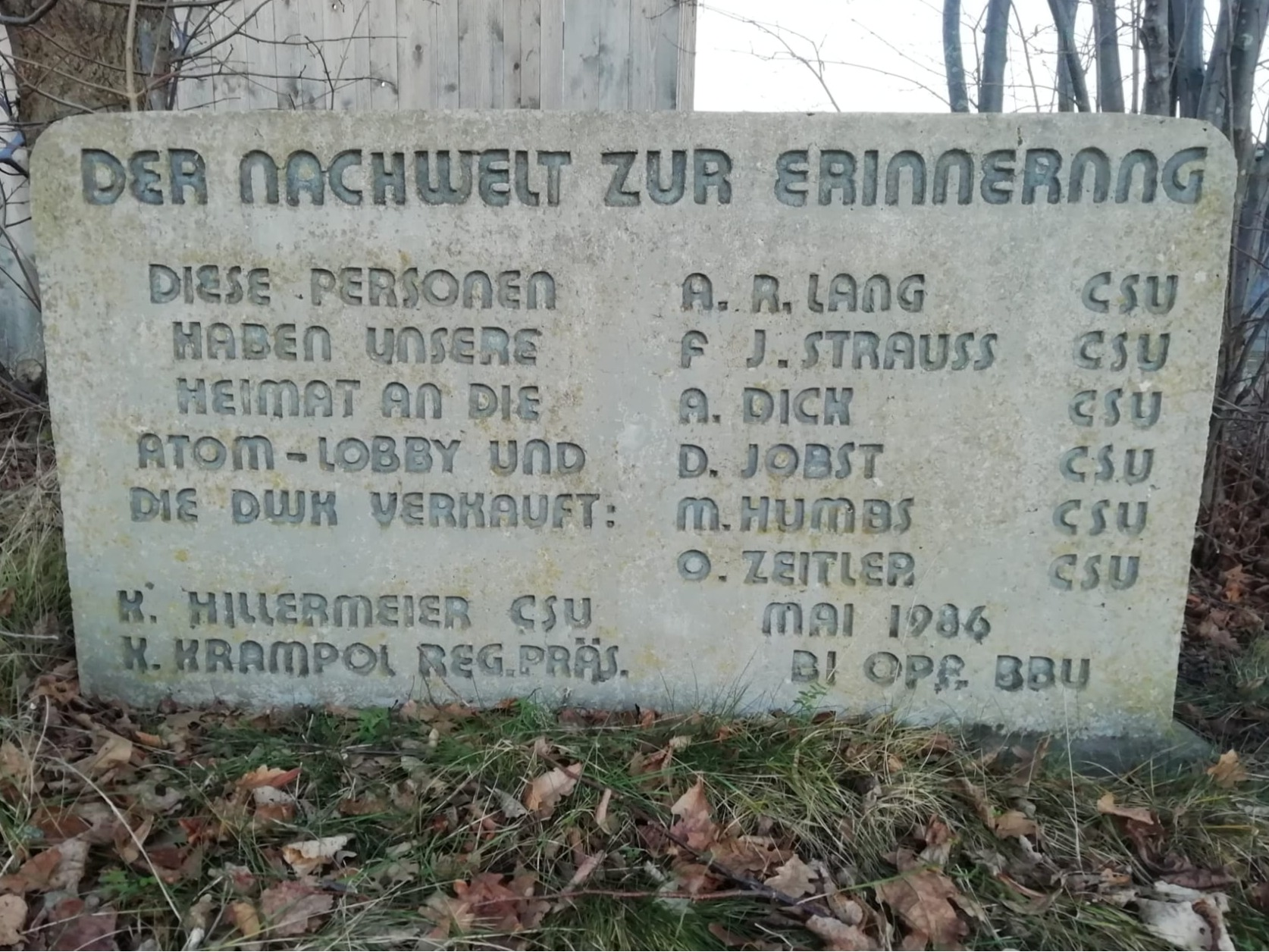
WAA-Protest: Verkauf der Heimat an die DWK

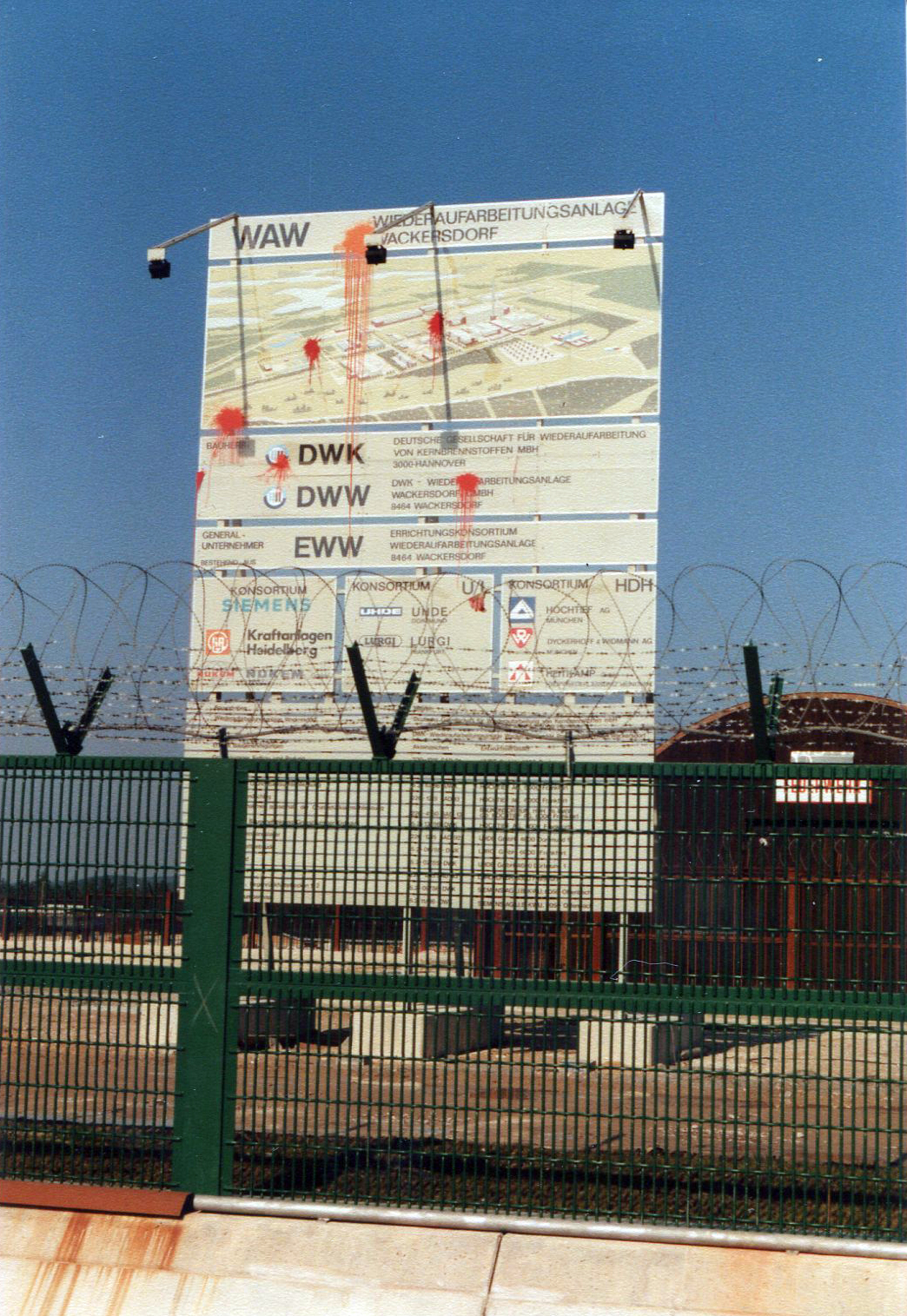
Bautafel zur WAA – "Bauherr: DWK"

Seit ihrer Gründung 1977 suchte die DWK einen Standort für eine atomare Wiederaufbereitungsanlage. Die Standorte Wangershausen (Hessen), in Kaisersesch (Rheinland-Pfalz) und Dragahn (Niedersachsen) scheiterten hauptsächlich am Widerstand der örtlichen Bevölkerung. Am 18. Februar 1982 beantragte die DWK das Raumordnungsverfahren für den Bau einer Wiederaufbereitungsanlage im bayerischen Wackersdorf. Besonders der Bayerische Ministerpräsident Franz Josef Strauß unterstützte die Standortentscheidung und versprach den Anlagebetreibern stabile politische Verhältnisse, Akzeptanz in der Bevölkerung und eine rasche, unkomplizierte Umsetzung behördlicherseits.
Die DWK war Bauherr der Wiederaufarbeitungsanlage Wackersdorf (WAA), gegen die es massive Widerstände aus der Bevölkerung auch aus Österreich gab. 1987 wurde die erste atomrechtliche Teilgenehmigung gerichtlich aufgehoben. 1989 wurde der WAA-Bau eingestellt.